# 贝格海姆 (萨尔茨堡州)
贝格海姆是奥地利萨尔茨堡州萨尔茨堡城郊县的一个市镇。总面积15.2平方公里，总人口4854人，人口密度319.3人/平方公里（2005年）。